# Wolfgang Schnick

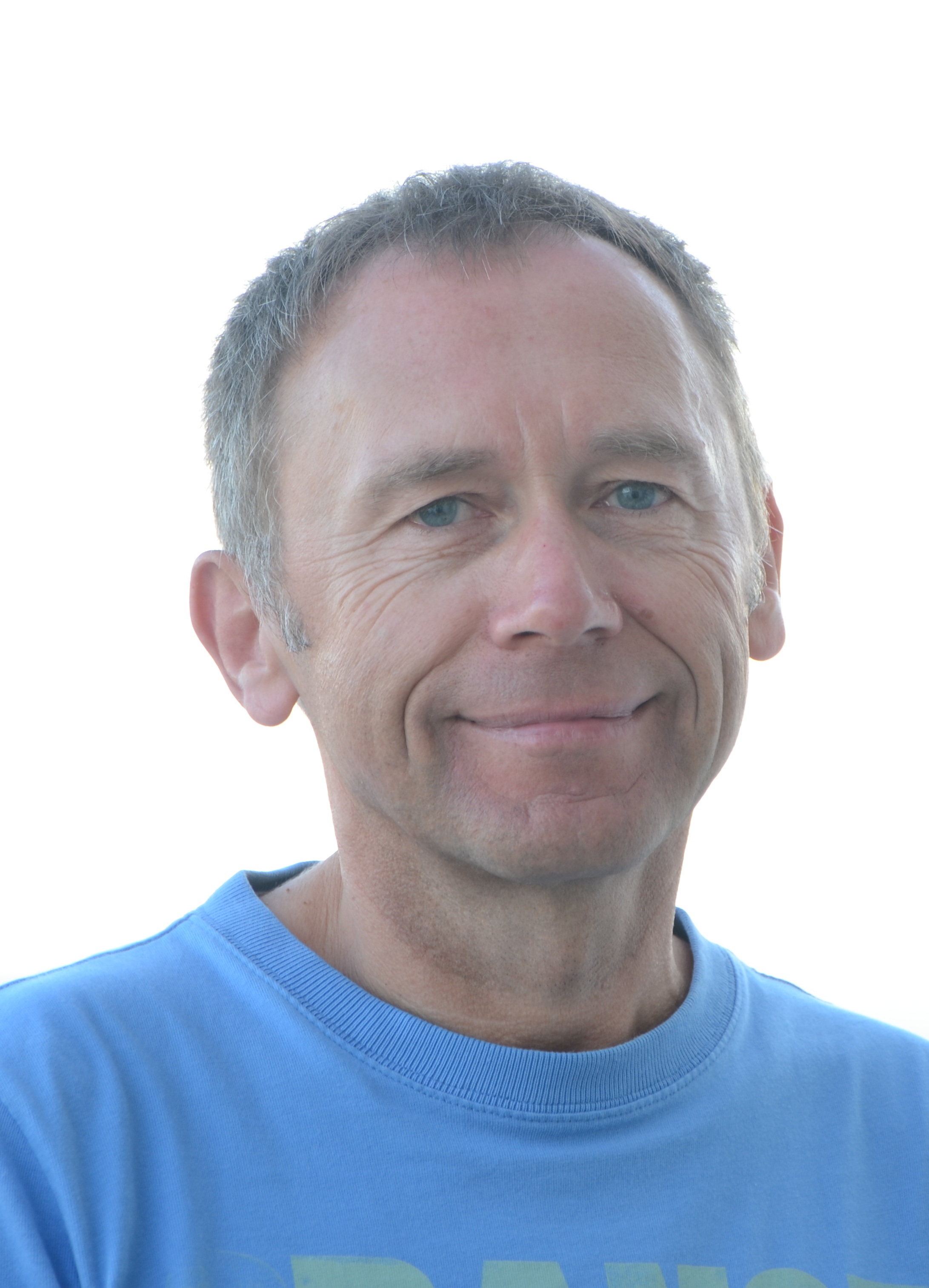
Wolfgang Schnick (Oktober 2012)

Wolfgang Schnick (* 23. November 1957 in Hannover) ist ein deutscher Chemiker.

## Leben
Wolfgang Schnick legte 1976 das Abitur am Gymnasium Schillerschule in Hannover ab und begann im gleichen Jahr sein Studium der Chemie an der Universität Hannover. Er wurde 1986 mit einer Dissertation über Alkaliozonide zum Dr. rer. nat. promoviert, die er im Arbeitskreis von Martin Jansen anfertigte. Danach forschte Schnick als Postdoktorand am Max-Planck-Institut für Festkörperforschung in der Arbeitsgruppe von Albrecht Rabenau. Die Habilitation im Fach Anorganische Chemie erfolgte 1992 an der Universität Bonn mit einer Arbeit über Phosphor(V)-nitride.
Schnick ging 1993 als C4-Professor für Anorganische Chemie an die Universität Bayreuth. Seit 1998 forscht und lehrt er als Ordinarius für Anorganische Festkörperchemie an der Ludwig-Maximilians-Universität München. Im Jahr 2005 lehnte er eine Berufung zum wissenschaftlichen Mitglied der Max-Planck-Gesellschaft und Direktor am Max-Planck-Institut für Metallforschung in Personalunion als Lehrstuhlinhaber an der Universität Stuttgart ab. Schnick war der erste Direktor des im Jahre 2000 gegründeten Department Chemie der Ludwig-Maximilians-Universität München und war dort von 2007 bis 2016 Mitglied der geschäftsführenden Leitung.

## Forschung
Schnick und seine Arbeitsgruppe arbeiten auf dem Gebiet der Festkörperchemie und Materialforschung im Bereich der Grundlagenforschung. Dabei werden neue Synthesewege entwickelt, die zu komplexen Nitriden der Hauptgruppen-Elemente der 2. bis 5. Hauptgruppe in Kombination mit Alkali- und Erdalkalimetallen, Seltenerdmetallen und/oder Wasserstoff führen. Die so erhaltenen Materialien werden hinsichtlich ihrer Kristallstruktur, Materialeigenschaften und Anwendungsmöglichkeiten untersucht. So wurde ein breiter synthetischer Zugang zu den Substanzklassen der Nitridosilicate, Nitridophosphate und den Kohlenstoffnitriden eröffnet und u. a. die Kristallstrukturen von Phosphor(V)-nitriden aufgeklärt. Zudem wurden die ersten nitridischen Zeolithe und Clathrate (z. B. Zeolithe NPO und NPT) synthetisiert und strukturell aufgeklärt. Mit Melam, Melem und Melon sowie Polyheptazinimid (PHI) wurden grundlegende Vorläuferverbindungen von Kohlenstoff(IV)-nitrid detailliert charakterisiert.
Industrielle Anwendung finden die von Schnick entwickelten Lumineszenz-Materialien auf der Basis Europium-dotierter Nitridosilicate und Oxonitridosilicate, die als effiziente Leuchtstoffe in phosphorkonvertierten (pc)-Leuchtdioden zum Einsatz kommen. In diesem Zusammenhang wurde Schnick gemeinsam mit Peter J. Schmidt (Philips Technologie GmbH, Lumileds Development Center Aachen) mit dem Projekt „Energiesparende Festkörperchemie - neue Materialien beleuchten die Welt“ für den Deutschen Zukunftspreis 2013 nominiert.
Zahlreiche von Schnicks ehemaligen Studenten wurden Inhaber von Lehrstühlen an anderen Hochschulen.

## Auszeichnungen
- Bennigsen-Foerder-Preis, Nordrhein-Westfalen, 1989
- Heisenberg-Stipendium, Deutsche Forschungsgemeinschaft, 1992
- Dozentenstipendium, Fonds der Chemischen Industrie (FCI), Verband der Chemischen Industrie (VCI), 1992
- Chemie-Preis der Akademie der Wissenschaften zu Göttingen, Akademie der Wissenschaften zu Göttingen, 1992
- Otto-Klung-Preis, Freie Universität Berlin, 1994
- Gottfried-Wilhelm-Leibniz-Preis, Deutsche Forschungsgemeinschaft, 1996
- Steinhofer-Preis, Universität Freiburg, 1999
- Ordentliches Mitglied, Berlin-Brandenburgische Akademie der Wissenschaften, seit 2002
- Horst-Dietrich-Hardt-Preis, Universität des Saarlandes, 2006
- Korrespondierendes Mitglied, Bayerische Akademie der Wissenschaften, seit 2006
- Wilhelm-Klemm-Preis, Gesellschaft Deutscher Chemiker, 2007
- Gewähltes Mitglied der Deutschen Akademie der Naturforscher Leopoldina, seit 2009[2]
- Liebig-Denkmünze, Gesellschaft Deutscher Chemiker, 2018